# Maurice Cusin
Pour les articles homonymes, voir Cusin.
Maurice Cusin, né le 5 mai 1884 à Lyon, où il est mort le 27 juin 1967, est un industriel français, qui fonda notamment la Société lyonnaise de soie artificielle qui deviendra par la suite la Société lyonnaise de textiles (SLT) avec deux usines sises pour la première à Décines et la seconde à Saint-Maurice-de-Beynost.

## Hommages
- Il obtient la Légion d'honneur, le 9 avril 1930[a 1].

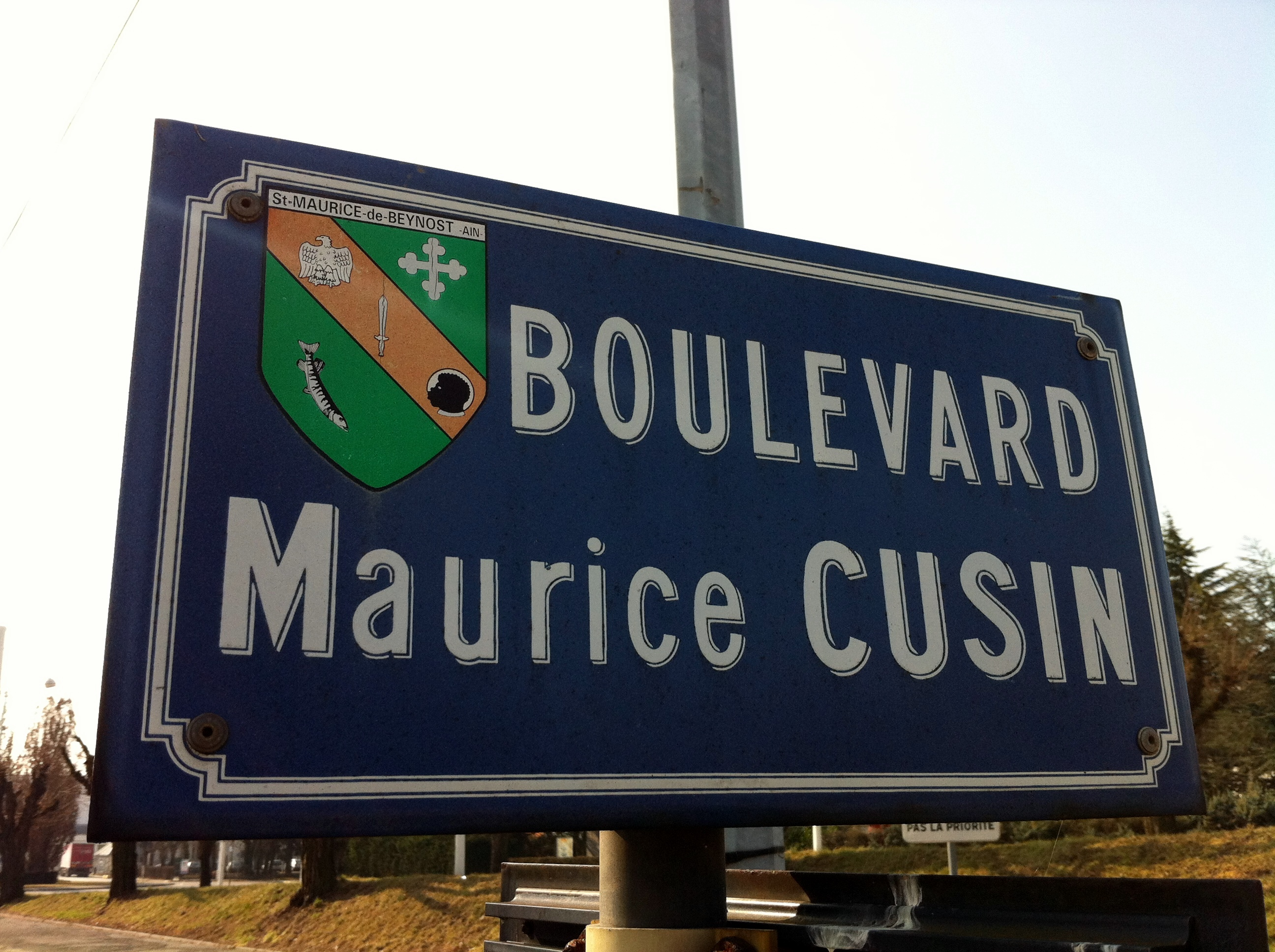
Boulevard Maurice-Cusin, Saint-Maurice-de-Beynost.

- Il y a une avenue (le « pont Cusin ») et un boulevard Maurice-Cusin à Saint-Maurice-de-Beynost.